# Daniella Hill
Daniella « Dani » Hill (née Bunch le 16 mai 1991 à Mahomet) est une athlète américaine, spécialiste du lancer du poids. 

## Biographie
Deuxième des championnats des États-Unis 2017 de Sacramento, derrière sa compatriote Raven Saunders, où elle porte son record personnel à 19,64 m, elle participe aux championnats du monde d'athlétisme 2017 mais ne franchit pas le cap des qualifications.
Elle remporte les championnats des États-Unis d'athlétisme en salle 2018.

## Palmarès

### International
| Date | Compétition                    | Lieu       | Résultat | Marque  |
| ---- | ------------------------------ | ---------- | -------- | ------- |
| 2018 | Championnats du monde en salle | Birmingham | 12e      | 17,26 m |

### National
- Championnats des États-Unis d'athlétisme :
  - 2e du lancer du poids en 2017
- Championnats des États-Unis d'athlétisme en salle :
  - vainqueur du lancer du poids en 2018

## Records
| Épreuve         | Performance | Lieu       | Date         |
| --------------- | ----------- | ---------- | ------------ |
| Lancer du poids | 19,64 m     | Sacramento | 24 juin 2017 |